# Esporte Clube Bahia
Maillots
Actualités
Dernière mise à jour : 10 décembre 2024.
Le Esporte Clube Bahia est un club brésilien de football basé à Salvador. Le club remporte le premier championnat officiel brésilien en 1959. En 1988, Bahia remporte son deuxième titre de champion.

## Histoire
Le club est fondé le 1er janvier 1931 par d'anciens membres de l' Associação Atlética da Bahia et du Clube Bahiano de Tênis, lorsque ces clubs ont cessé leurs activités de football. En février 1931, l'EC Bahia a rejoint la Liga Bahiana de Desportos Terrestres, l'organisation qui a précédé l'actuelle association nationale de football Federação Bahiana de Futebol. En octobre de la même année, le club remporte son premier championnat d'État.
En 1959, la première compétition nationale, un tournoi de coupe appelé Taça do Brasil, est organisée au Brésil pour déterminer les participants à la première Copa Libertadores. L'EC Bahia fait sensation en battant le Santos FC du légendaire Pelé en finale. Dans les années suivantes, à partir de 1961, Santos a remporté la coupe cinq fois de suite, dont deux autres finales contre Bahia.
Dans les années 80, Bahia a dominé le championnat d'État et a remporté 7 titres. Le grand triomphe, cependant, a été le championnat du Brésil de 1988. À domicile, Bahia a remporté le match aller de la finale devant 90 000 spectateurs 2 à 1 contre l'Internacional Porto Alegre. Au match retour, Bahia fait match nul 0 à 0 et s'assure ainsi le titre.
Le 4 mai 2023, le City Football Group acquiert de manière officielle son douzième club à travers le monde avec l'entité brésilienne de l'Esporte Clube Bahia, fraîchement promue en première division.

## Palmarès
- Championnat du Brésil (2) :
  - Champion : 1959 et 1988.
  - Finaliste : 1961 et 1963.
- Championnat de Bahia (50) : 1931, 1933, 1934, 1936, 1938, 1940, 1944, 1945, 1947, 1948, 1949, 1950, 1952, 1954, 1956, 1958, 1959, 1960, 1961, 1962, 1967, 1970, 1971, 1973, 1974, 1975, 1976, 1977, 1978, 1979, 1981, 1982, 1983, 1984, 1986, 1987, 1988, 1991, 1993, 1994, 1998, 1999, 2001, 2012, 2014, 2015, 2018, 2019, 2020 et 2023.

## Joueurs et personnalités du club

### Entraîneurs
- 2023 - 2024 :  Rogério Ceni

### Anciens joueurs
- Dani Alves
- Juninho
- Reinaldo
- Uéslei